# Место
У географији, место или локација је регија (тачка, линија или територија) на Земљиној површини. Термин локација углавном подразумева већи степен прецизности, док место често указује на ентитет са нејасном границом, ослањајући се више на  друштвене атрибуте него на геометрију. Место у којем живе људи назива се насеље. 

## Врсте

### Насељено место
Насељено место или насеље вероватно има добро дефинисан назив, али границу која није добро дефинисана, већ варира у зависности од контекста. Београд, на пример, има законски одређену границу, али се она не поклопа у потпуности са општом употребом. Подручја унутар града такође готово увек имају извесну непрецизност у погледу својих граница.

### Релативна локација
Релативна локација описује се у односу на неку другу локацију.

### Апсолутна локација
Апсолутна локација може се означити коришћењем специфичног упаривања географске ширине и дужине у картезијанској координатној мрежи (на пример, сферни координатни систем или систем заснован на елипсоиду као што је Светски геодетски систем) или сличним методама. На пример, положај Њујорка у Сједињеним Државама може се изразити коришћењем координатног система као локација 40,7128°С (географска ширина), 74,0060°З (географска дужина). Пошто се географска ширина и дужина изражавају релативно у односу на почетни меридијан и екватор, положај изражен географском ширином и дужином је такође релативна локација.